# Mike Fay
Mike Fay (1960) is een Britse botanicus.
In 1981 behaalde Fay zijn B.Sc. aan de universiteit in Aberystwyth (Wales). In 1989 behaalde hij hier een Ph.D.
Fay zetelt in de IUCN-SSC Orchid Specialist Group en de IUCN/SSC Reintroduction Specialist Group. Hij is lid van de UK Biodiversity Research Advisory Group (UKBRAG). Hij is ere-docent aan de University of Birmingham en aan The Open University, en docent aan de University of Western Australia. Hij zat in de raad van de Botanical Society of the British Isles, de Systematics Association (2002-2005) en de Linnean Society of London (2003-2007). Hij is lid van de American Society of Plant Taxonomists en de Botanical Society of America.
Fay maakt of maakte deel uit van de redacties van meerdere wetenschappelijke tijdschriften, waaronder Annals of Botany, Botanical Journal of the Linnean Society (hoofdredacteur), Kew Bulletin, Plant Genetic Resources: Characterization and Utilization, Kew Scientist (hoofdredacteur), Curtis's Botanical Magazine, Kew Magazine, Lindleyana (1996-2001) en Botanic Gardens Micropropagation News (oprichter, hoofdredacteur van 1990-1995).
Fay is hoofd van de afdeling genetica van het Jodrell Laboratory van de Royal Botanic Gardens, Kew, waar hij vanaf 1986 actief is. Hij houdt zich hier bezig met genetisch onderzoek ten behoeve van natuurbescherming, fylogenie en onderzoek van het genoom van planten. Hij verzamelt gegevens over DNA-sequenties om informatie te verschaffen over de bescherming van zeldzame soorten, zoals met betrekking tot de genetische diversiteit van soorten. Hij doet dit vooral voor planten uit het Verenigd Koninkrijk en onder meer voor planten uit Sint-Helena, Spanje en Brazilië. Een belangrijk onderdeel van zijn werk betreffen orchideeën. In zijn fylogenetisch onderzoek richt hij zich op eenzaadlobbigen met een speciale aandacht voor Asparagales en Liliales. Ook richt hij zich onder meer op Coffea (koffieplant), Phylica en Conostylis. Met betrekking tot onderzoek van genomen richt hij zich op de coördinatie van studies die zich bezighouden met de evolutiebiologie van de grootte en structuur van het genoom, waarbij onder andere gebruik wordt gemaakt van diverse cytogenetische en moleculaire technieken. Een belangrijk onderzoeksgebied is de rol van transposons in de evolutie van de genomen van bedektzadigen. Hij is betrokken bij de Angiosperm Phylogeny Group.
In 2000 kreeg Fay de Bicentenary Medal van de Linnean Society of London.